# Cúp quốc gia Scotland 1905–06
Cúp quốc gia Scotland 1905–06 là mùa giải thứ 33 của giải đấu bóng đá loại trực tiếp uy tín nhất Scotland. Chức vô địch thuộc về Heart of Midlothian khi đánh bại Third Lanark 1-0.

## Lịch thi đấu
| Vòng      | Ngày thi đấu đầu tiên | Số trận đấu | Số đội tham gia |
| --------- | --------------------- | ----------- | --------------- |
| Vòng Một  | 27 tháng 1 năm 1906   | 16          | 32 → 16         |
| Vòng Hai  | 10 tháng 2 năm 1906   | 8           | 16 → 80         |
| Tứ kết    | 24 tháng 2 năm 1906   | 4           | 8 → 4           |
| Bán kết   | 31 tháng 3 năm 1906   | 2           | 4 → 2           |
| Chung kết | 28 tháng 4 năm 1906   | 1           | 2 → 1           |

## Vòng Một
| Đội nhà               | Tỉ số | Đội khách              |
| --------------------- | ----- | ---------------------- |
| Aberdeen              | 3 – 0 | Dunfermline            |
| Airdrieonians         | 9 – 2 | Maxwelltown Volunteers |
| Arbroath              | 1 – 4 | Bo'ness United         |
| Arthurlie             | 1 – 7 | Rangers                |
| Beith                 | 2 – 0 | Inverness Thistle      |
| Dundee                | 1 – 2 | Celtic                 |
| Falkirk               | 1 – 2 | Hibernian              |
| Forfar Athletic       | 0 – 4 | Queens Park            |
| Heart of Midlothian   | 4 – 1 | Nithsdale Wanderers    |
| Kilmarnock            | 2 – 1 | Clyde                  |
| Leith Athletic        | 1 – 2 | Partick Thistle        |
| Greenock Morton       | 4 – 3 | Lochgelly United       |
| Motherwell            | 2 – 3 | Hamilton Academical    |
| Port Glasgow Athletic | 6 – 1 | Dunblane               |
| St Mirren             | 7 – 2 | Black Watch            |
| Third Lanark          | 5 – 0 | Galston                |

## Vòng Hai
| Đội nhà      | Tỉ số | Đội khách             |
| ------------ | ----- | --------------------- |
| Aberdeen     | 2 – 3 | Rangers               |
| Beith        | 0 – 3 | Hearts                |
| Celtic       | 3 – 0 | Bo'ness United        |
| Hibernian    | 1 – 1 | Partick Thistle       |
| Kilmarnock   | 2 – 2 | Port Glasgow Athletic |
| Queen's Park | 1 – 2 | Airdrieonians         |
| St Mirren    | 3 – 1 | Greenock Morton       |
| Third Lanark | 2 – 2 | Hamilton Academical   |

### Đá lại
| Đội nhà               | Tỉ số | Đội khách    |
| --------------------- | ----- | ------------ |
| Hamilton Academical   | 1 – 3 | Third Lanark |
| Partick Thistle       | 1 – 1 | Hibernian    |
| Port Glasgow Athletic | 0 – 0 | Kilmarnock   |

### Đá lại lần 2
| Đội nhà               | Tỉ số | Đội khách       |
| --------------------- | ----- | --------------- |
| Hibernian             | 2 – 1 | Partick Thistle |
| Port Glasgow Athletic | 0 – 0 | Kilmarnock      |

### Đá lại lần 3
| Đội nhà               | Tỉ số | Đội khách       |
| --------------------- | ----- | --------------- |
| Hibernian             | 2 – 1 | Partick Thistle |
| Port Glasgow Athletic | 1 – 0 | Kilmarnock      |

## Tứ kết
| Đội nhà               | Tỉ số | Đội khách    |
| --------------------- | ----- | ------------ |
| Airdrieonians         | 0 – 0 | St Mirren    |
| Celtic                | 1 – 2 | Hearts       |
| Hibernian             | 2 – 3 | Third Lanark |
| Port Glasgow Athletic | 1 – 0 | Rangers      |

### Đá lại
| Đội nhà   | Tỉ số | Đội khách     |
| --------- | ----- | ------------- |
| St Mirren | 2 – 0 | Airdrieonians |

## Bán kết
| Port Glasgow Athletic | 0 – 2 | Hearts |
| --------------------- | ----- | ------ |
|                       |       |        |

| St Mirren | 1 – 1 | Third Lanark |
| --------- | ----- | ------------ |
|           |       |              |

### Đá lại
| Third Lanark | 0 – 0 | St Mirren |
| ------------ | ----- | --------- |
|              |       |           |

### Đá lại lần 2
| Third Lanark | 1 – 0 | St Mirren |
| ------------ | ----- | --------- |
|              |       |           |

## Chung kết
| Hearts | 1 – 0 | Third Lanark |
| ------ | ----- | ------------ |
|        |       |              |